# Diplazon urundiensis
Diplazon urundiensis är en stekelart som först beskrevs av Pierre L. G. Benoit 1955.  Diplazon urundiensis ingår i släktet Diplazon och familjen brokparasitsteklar. Inga underarter finns listade i Catalogue of Life.